# Adam Hajduk
Adam Hajduk (ur. 13 listopada 1955 roku w Głubczycach) – polski samorządowiec, w latach 2001–2002 prezydent Raciborza, w latach 2006–2018 starosta powiatu raciborskiego.
Ukończył naukę w Zespole Szkół Budowlanych w Raciborzu, studia na dwóch uczelniach (wychowanie techniczne na Wyższej Szkole Pedagogicznej w Opolu w 1979 roku i budownictwo na Politechnice Śląskiej w Gliwicach w roku 1983) oraz studia podyplomowe w zakresie zarządzania procesem inwestycyjnym. Mieszka w Raciborzu, ma żonę i dwóch synów.
Samorządowcem był już od pierwszej kadencji. Na początku był członkiem komisji gospodarki miejskiej przy radzie miasta, od drugiej kadencji pełnił funkcję wiceprezydenta, a 25 października 2001 roku objął urząd prezydenta po tym, jak jego poprzednik, Andrzej Markowiak został wybrany na posła do sejmu RP. 18 listopada 2002 roku ustąpił ze stanowiska na rzecz nowo wybranego Jana Osuchowskiego. Objął wtedy urząd wicestarosty, a 24 listopada 2006 roku został jednogłośnie wybrany na stanowisko starosty. 30 listopada 2010 roku uzyskał reelekcję. 18 marca 2011 roku został także wybrany przewodniczącym Zgromadzenia Ogólnego Związku Subregionu Zachodniego. W wyborach parlamentarnych w 2011 roku bez powodzenia ubiegał się o wejście do Senatu RP.
Adam Hajduk stał się bohaterem jednego z odcinków telewizyjnego programu satyrycznego „Szkoda gadać” w 2008 roku prowadzonego przez Krzysztofa Piaseckiego oraz Janusza Rewińskiego, w którym satyrycznej krytyce została poddana decyzja starosty o odwołaniu spotkania młodzieży z Anną Walentynowicz. Hajduk stał się także bohaterem wiersza Wandy Gizickiej „Nasz Starosta” opublikowanego w wydanym w 2010 roku tomiku poezji „W splocie spojrzeń” jej autorstwa, a także za pośrednictwem portalu naszraciborz.pl, w którym został on przedstawiony w pozytywnym świetle.